# 楊璟翊
楊景翊（英語：Yang Chin-yi，1981年5月15日—）是一位台灣男子舉重運動員。他曾獲得2002年亞洲運動會56公斤級總和成績銅牌（275公斤）、2002年世界舉重錦標賽56公斤級挺舉項目銅牌、抓舉項目銀牌及總和成績銀牌、2005年世界舉重錦標賽56公斤級挺舉項目銅牌。他參加2008年夏季奧林匹克運動會舉重比賽－男子56公斤級以285公斤獲得第4名，抓舉項目打破全國紀錄（285公斤）、2004年夏季奧林匹克運動會舉重比賽－男子56公斤級失格、2000年夏季奧林匹克運動會舉重比賽－男子56公斤級獲得第8名（270公斤）。

## 外部連結
- 行政院體育委員會-國家運動選手訓練中心[]
- NBC profile （页面存档备份，存于）
- Athlete Biography YANG Chin-Yi at beijing2008